# 龐周
龐周（？—？），中國清朝官員，江蘇江寧人。監生出身。

## 生平
曾任霞浦县知县，嘉慶十五年（1810年）接替顧晉擔任臺灣府淡水廳艋舺縣丞一職。後曾任嘉義縣知縣。道光三年（1823年）升台灣府淡水撫民同知。